# Señor de los Temblores
El Señor de los Temblores, llamado también Taytacha de los Temblores (en quechua: Taytacha Timplures, del latín tata, influenciado por el vasco aita vía el vocablo español taita ('papá') al quechua con el sufijo diminutivo cariñoso -cha, 'papito' o 'querido señor') es una efigie que simboliza a Jesús de Nazaret enclavado en tres puntos de una cruz.
La sacra imagen es venerada en la Catedral-Basílica del Cusco en el Perú, en donde acoge la profunda y testimonial reverencia de todas las clases sociales. Es célebre en el Perú y fuera del país, pues se cree que amainó los estragos de un gran terremoto que destrozó la urbe andina. Es el "Patrón Jurado del Cusco" y una de las imágenes del país con mayor predicamento de credo y providencia.

## Descripción
La escultura, de facciones grotescas y anatomía asimétrica, se creía que fue modelada en pergamino de llama, con el busto hueco y muy poco valor estético. Al analizar su composición durante una restauración en 1985 los artistas se dieron cuenta de que el cuerpo no estaba hecho de pergamino o cuero de camélido, sino de fibra vegetal de lino. La cabeza es de maguey, mientras que los pies y las manos están hechos con madera balsa, materiales comunes en la región andina. Por lo tanto se considera que el Taytacha de los Temblores es autóctono y original. 
El Cristo está cuidadosamente adornado. Los clavos de sus manos y de sus pies son de oro puro con incrustaciones de piedras preciosas, tenía una corona de oro puro con piedras que pesaba 1,3 kg, obsequio del Virrey Francisco de Borja y Aragón, que en la década de 1980 fue robada. La que ahora usa es áurea también, pero es más liviana. Con el paso del tiempo se le añadieron en el altar las imágenes de la Virgen de los Dolores y San Juan Evangelista.

## Historia
Históricamente la obra data de alrededor de 1570, durante el gobierno de Felipe II, quien escuchó los informes del arquitecto de El Escorial, diciendo que los “indios del Perú seguían adorando al Sol y que en sus fiestas recordaban a las deidades de su gentilidad”.[cita requerida] Al oír tal cosa, mandó esculpir en Sevilla la imagen de un Santo Cristo de gran talla y belleza, pero distinto a los que veneraban en España; este debía tener color cobrizo y fracciones que les permitieran a los indios reconocerse en la propia imagen.
Concluida la obra, es enviada al Virreinato del Perú, asegurada en un arca y afianzada en la cubierta de una nave destinada a cruzar el mar y llegar al puerto del Callao, desde donde sería trasladada a la ciudad del Cusco. Sin embargo, en alta mar la embarcación sufrió amenazantes tormentas y los sacerdotes comisionados, en su desesperación, sacaron del baúl al Santo Cristo, lo aseguraron al trinquete mayor e imploraron piedad y clemencia para que detuviera la cólera del mar y así fue. Se sosegaron las aguas, cedió el viento y en gratitud por su mediación salvadora le llamaron Señor de las tormentas.
Una vez en el puerto del Callao, la imagen debía ser transportada al Cusco, encomendándose la tarea a un conocido arriero español. Después de un viaje lleno de incidentes, arribaron al lugar de la última jornada antes de llegar a Cusco, este lugar fue el pueblo de Mollepata (provincia de Anta). La comitiva se detuvo para descansar unos días, pero al querer reiniciar el viaje sucedió algo inaudito, el arcón que contenía la imagen se tronó tan pesado que no pudieron moverlo. La gente dijo que era porque la imagen deseaba permanecer en ese lugar y la comitiva se vio obligada a dejarlo, no sin antes imponer como condición a los moradores que debían levantarle un templo. Por supuesto que todo fue una farsa del arriero cuya verdadera intención era quedarse con la imagen, de fina escultura y armónica anatomía y de la que se afirma es muy parecida al Señor de Burgos en España, por lo que es conocida como Señor Manuel de exaltación de Mollepata. Así, para cumplir su compromiso, el arriero mandó hacer secretamente otra imagen, obra que fue encomendada a un imaginero indio de la zona y fue este otro Santo Cristo el que entregaron a la Catedral del Cuzco. Sin embargo, es admirada y querida por los pobladores de la ciudad de Cuzco por sus portentosos milagros y fue así desde el momento que ingresó a la Catedral y le llamaron Cristo de la Buena Muerte.
A finales del mes de marzo de 1650 un terremoto asoló la ciudad. A un tiempo la gente sacó en procesión al Cristo negro, que hasta entonces estaba olvidado en su altar, y el movimiento fue detenido coincidentemente. Fue colocado en la puerta de la Catedral mirando a la ciudad con la creencia de aplacar las constantes repercusiones del sismo. Por este evento fue bautizado como Señor de los Temblores.
En el año de 1720, la ciudad del Cusco fue asolada por una peste que solo se detuvo después de sacar en procesión al Santo Cristo y es así como, por decisión del pueblo fue proclamado Patrón Jurado del Cusco, desplazando al Patrón Santiago que había sido nominado como tal por los españoles en 1646.
Cuzco fue devastado con terremotos y sismos en varias oportunidades, se desplomaron templos y casonas, los fieles de inmediato tenían que correr a la catedral para sacar al Taytacha de los Temblores en procesión. En el terremoto de 1985 fue sacado para implorar misericordia y pedir perdón, porque creyeron que fue un castigo por el robo de la corona de oro. En 1989 gracias a la gestión de monseñor Mario Gálvez Tió, vicario capitular, y miembros de la Confraternidad, señores Jesús Lambarri, Concepción B. de Pola, Laura F. de Dueñas, Luzmila de Ochoa y Ricardo Castro Pinto, fue renovado y embellecido el altar del “Taytacha”, con hermosa platería y dorado en sus cornisas.
El 9 de mayo de 2001, después de una solemne misa, los esposos Hilda Kalinowski y Luis Navarrete Lechuga donaron dos hermosas coronas, una de oro y otra de plata, réplicas de la corona original que nunca fue recuperada. Recibió este obsequio el Monseñor Mayorga, y en representación de la Confraternidad, los señores Washington Peralta y Ricardo Castro Pinto.
Entre enero y marzo del año 2005, la Imagen del Señor de los Temblores fue restaurada por un equipo interdisciplinario del Instituto Nacional de Cultura (INC.), en los laboratorios de la Hacienda del Marqués de Valleumbroso. Los maestros restauradores hallaron dentro del cuerpo 61 cartas de diferentes años, siendo la más antiguo de 1762. Este conjunto de documentos corresponden a una vieja costumbre religiosa, la de escribirle cartas al santo pidiendo favores, rogando su mediación, contándoles sus penas, quejas, rogándole conceda gracias a las que el creyente devoto no se siente capaz de alcanzar por esfuerzo propio. Al menos desde la restauración de 1977, las autoridades eclesiásticas conocían de la existencia de estas cartas, pero, optaron por dejarlas en el lugar donde fueron halladas.
Las cartas fueron introducidas por la herida en el pecho. El gesto y el lugar de colocar las cartas dentro del Taytacha, nos estaría hablando de una relación afectiva y fuerte, dice así una carta:

Ruegos al Señor de los Temblores, al Señor Don Manuel Jesús de la Palestina, Dios Trino y Uno, Justo Juez de Cielos y Tierra, como tú sabes bien yo sólo vivo en la esperanza tuya y la de la Madre María que también es mi Madre, a quien pediré si no es a ti. Las cosas que te pido son cinco en memoria de tus cinco preciosas llagas…
Cuzco, octubre 30 de 1908, firma completa

En octubre de 2012, el Congreso de la República le otorgó la medalla de honor en el grado de "Caballero", en una ceremonia realizada en la Catedral-Basílica de Cuzco, confirmando así el respeto y honor merecido por parte de las altas esferas del gobierno peruano.

## Procesiones
La procesión fue instituida el 31 de marzo de 1650, en recuerdo al terremoto, y en 1741 fue cambiada al día de Lunes Santo, marcando el inicio de la Semana Santa.
Desde los balcones de las casas, que para esa época se adornan con dorados tapices, se arrojan los rojos pétalos de una planta que crece por esa época en los campos: el ñucchu. El recorrido de la procesión sigue tal como se estableció en ese entonces. Sale de la Catedral, visita a la Iglesia de Santa Teresa, donde cambia su sudario para luego dirigirse a la Iglesia de la Merced, donde le espera la Virgen de la Soledad. En todo su recorrido recibe multitudinario homenaje. Según la creencia, durante la procesión del Lunes Santo, el peso de las andas es el peso de los pecados del que lo carga; y su rostro expresa cómo va a ser el año siguiente. Al llegar a la Plaza de Armas de Cusco es recibido por una gran multitud, ya que usualmente se aglomeran miles de fieles cusqueños, por lo que incluso las calles de acceso a la Plaza Mayor quedan repletas de personas. Al llegar al frontis de la Basílica Catedral del Cusco, se da el momento de la Bendición del Taytacha de los temblores. La imagen gira hacia la derecha, al frente y luego a la izquierda, siendo que en cada punto los cargadores se inclinan para que la imagen haga una venia. Desde que inicia el proceso de bendición se oyen tres sonidos: el repicar de las campanas de la Catedral; las sirenas de los carros de bomberos de la Compañía N° 39 de la ciudad de Cusco, que se desplazan hasta la Plaza Mayor para la ocasión; y el sonido de los pututus, grandes conchas que emiten un sonido grave, profundo y alto. Manejados por músicos cusqueños, son típicos de la cultura andina. Ello es una muestra del sincretismo religioso de la celebración. Una vez finalizada la bendición, la sagrada imagen ingresa de espaldas a la Catedral y lentamente se cierran sus puertas, dando por terminada la celebración hasta el año siguiente. 
La celebración es muy añorada por los cusqueños que se encuentran fuera de su tierra, por lo que cada año es transmitida por el canal de noticias local CTC, de modo que también puede ser vista por las personas que se quedan en casa. En años recientes comenzó a ser transmitida vía Facebook, donde las personas pueden dejar sus intenciones. 
En siglos anteriores existía la creencia de que mirar a la imagen directamente mientras daba su bendición era un mal presagio, por lo que las mujeres incluso se cubrían la cabeza con sus mantos. Sin embargo, dicha tradición no se ha mantenido, aunque lo usual es que los fieles inclinen la cabeza para recibir la bendición mientras rezan una oración.
Quienes se encargan de la preparación de la imagen y su fiesta patronal son los miembros de la Hermandad del Señor de los Temblores, quienes también consiguen un sudario nuevo cada año. Además, sus miembros son los encargados de llevar a la imagen en andas durante la procesión.
La celebración se ha dado de forma ininterrumpida durante siglos, excepto por los años 2020 y 2021, en los que no se pudo realizar la procesión ni la bendición pública, debido a las restricciones impuestas por la pandemia de COVID-19 en Perú, sin embargo, en el año 2021 se organizó una bendición virtual, transmitida desde el interior de la Basílica Catedral del Cusco, dónde la imagen fue llevada al centro del templo y desde ahí realizó su bendición hacia el oeste, el norte y el este. Una pequeña comitiva de personas estuvo presente en la Catedral, previa prueba molecular negativa. En dicha ocasión, los encargados de cargar al Taytacha de los Temblores fueron jóvenes cadetes de la Policía Nacional del Perú, con pruebas moleculares negativas de Covid 19. 
La festividad del Señor de los Temblores del Cusco fue declarado patrimonio cultural de la nación peruana el 28 de diciembre del 2007; esta declaratoria reconoce a esta festividad como un culto religioso que contribuyen a la identidad nacional peruana debido a la riqueza de los elementos que conforman esta tradición religiosa.
El último domingo de octubre se celebra su fiesta patronal. Inicialmente su fiesta litúrgica fue señalada el 14 de septiembre (Día de la Exaltación de la Cruz) y el año de 1924 fue cambiada al último domingo del mes de octubre (Día de Cristo Rey). Para estas fechas, se traslada a la venerada imagen al Altar Mayor, dejando dispuesto el Retablo del Taytacha para su limpieza y mantenimiento. El Cristo preside la Santa Eucaristía a él dedicada, y permanece en el Altar Mayor de la Catedral hasta concluir sus celebraciones patronales.

## Literatura
José María Arguedas narra, en su novela autobiográfica, Los ríos profundos, de la llegada del niño Ernesto con su padre al Cusco y la visita a la catedral. En sombras de tiempo y negro, el Señor de Temblores los miraba con gozo inefable llamándolos a su grey.